# Hobson's Choice (film fra 1920)
Hobson's Choice er en britisk stumfilm fra 1920 af Percy Nash.

## Medvirkende
- Maggie Hobson - Joan Ritz
- William Mossop - Joe Nightingale
- Henry Horatio Hobson - Arthur Pitt
- Alice Hobson - Phyllis Birkett
- Ada Figgins - Mary Byron
- Vickey Hobson - Joan Cockram
- Tubby Wadlow - Charles Stone
- Albert Prosser - George Wynn
- Fred Beenstock - Charles Heslop
- Mrs. Hepworth - Ada King
- Dr. McFarlane - Frederick Ross
- Jim Heeler - Louis Rihll